# Xanthoparmelia africana
Xanthoparmelia africana är en lavart som beskrevs av Hale. Xanthoparmelia africana ingår i släktet Xanthoparmelia och familjen Parmeliaceae. Inga underarter finns listade i Catalogue of Life.